# Championnat de Belgique de football 1930-1931
Navigation
Saison précédente Saison suivante
Le championnat de Belgique de football 1930-1931 est la 31e saison du championnat de première division belge. Son nom officiel est « Division d'Honneur ».
La province d'Anvers confirme son statut de nouveau « centre de gravité » du football belge avec sept équipes sur quatorze issues de cette province, dont les quatre premiers au classement final. Pour la première fois, la ville d'Anvers est mieux représentée que Bruxelles, avec quatre équipes contre trois à la capitale.
Le Cercle de Bruges, champion en titre, réalise un championnat quelconque et termine à la septième place. Le titre revient au Royal Antwerp Football Club, sacré champion pour la deuxième fois en trois ans. Il devance deux autres formations de la province qui réalisent leur meilleure performance jusqu'alors, le Football Club Malinois, deuxième et Berchem Sport, troisième.
En bas de classement, le Sporting Club Anderlechtois termine dernier et subit sa quatrième relégation en dix ans. Il est accompagné par les néo-promus du Racing Football Club Montegnée, avant-dernier. Ces derniers ont terminé à égalité de points avec l'Union Royale Saint-Gilloise mais sont classés derrière, probablement à la suite d'un test-match perdu. C'est la seule saison jouée parmi l'élite par le club de Saint-Nicolas.

## Clubs participants
Quatorze clubs prennent part à la compétition, autant que lors de l'édition précédente. Ceux dont le matricule est mis en gras existent toujours aujourd'hui.
| #  | Nom                                     | Mat. | Ville      | Stades               | En D1 depuis (série) | Total en D1 | Saison précédente |
| -- | --------------------------------------- | ---- | ---------- | -------------------- | -------------------- | ----------- | ----------------- |
| 1  | Sporting Club Anderlechtois             | 35   | Anderlecht | Stade Émile Versé    | 1929-1930 (2e)       | 7e          | 5e                |
| 2  | Royal Antwerp Football Club             | 1    | Anvers     | Bosuilstadion        | 1901-1902 (25e)      | 30e         | 2e                |
| 3  | Royal Beerschot Athletic Club           | 13   | Anvers     | Kiel                 | 1907-1908 (19e)      | 25e         | 4e                |
| 4  | Berchem Sport                           | 28   | Berchem    | Het Rooi             | 1922-1923 (9e)       | 9e          | 12e               |
| 5  | Royal Cercle Sportif Brugeois           | 12   | Bruges     | Stade du CS Brugeois | 1899-1900 (27e)      | 27e         | 1er               |
| 6  | Royal Football Club Brugeois            | 3    | Bruges     | De Klokke            | 1929-1930 (2e)       | 28e         | 6e                |
| 7  | Daring Club de Bruxelles Société Royale | 2    | Molenbeek  | Stade du Daring      | 1903-1904 (23e)      | 23e         | 7e                |
| 8  | Royal Standard Club Liège               | 16   | Sclessin   | Stade de Sclessin    | 1921-1922 (10e)      | 15e         | 10e               |
| 9  | Liersche Sportkring                     | 30   | Lierre     | Lispersteenweg       | 1927-1928 (4e)       | 4e          | 9e                |
| 10 | Royal Football Club Malinois            | 25   | Malines    | Achter de Kazerne    | 1928-1929 (3e)       | 6e          | 11e               |
| 11 | Racing Club de Malines Société Royale   | 24   | Malines    | Antwerpsesteenweg    | 1925-1926 (6e)       | 13e         | 3e                |
| 12 | Racing Football Club Montegnée          | 77   | Montegnée  | ?                    | 1930-1931 (1re)      | 1re         | Division 1 : 1er  |
| 13 | Union Saint-Gilloise Société Royale     | 10   | Forest     | Stade du Parc Duden  | 1901-1902 (25e)      | 25e         | 8e                |
| 14 | Football & Athletic Club Tubantia       | 64   | Borgerhout | Rivierenhof          | 1930-1931 (1re)      | 1re         | Division 1 : 2e   |

### Localisations
| Anvers Liersche SK RC Malines FC Malinois Daring Anderlecht Union CS Brugeois FC Brugeois Standard Montegnée |

#### Localisation des clubs anversois
les 4 cercles anversois sont:
(1) R. Antwerp FC
(2) R. Beerschot AC
(3) Berchem Sport
 (4) Tubantia F&AC

## Résultats

### Résultats des rencontres
Avec quatorze clubs engagés, 182 matches sont au programme de la saison.
| Résultats (▼dom., ►ext.)                                   | AND | ANT | BEE | BER | CSB | FCB  | DAR | LIE | FCM | RCM | MON  | STA | TUB | USG |
| SC Anderlechtois                                           |     | 1-2 | 2-2 | 1-1 | 0-3 | 1-1  | 1-2 | 2-2 | 3-5 | 3-1 | 10-1 | 1-1 | 0-0 | 1-1 |
| R. Antwerp FC                                              | 6-2 |     | 2-3 | 4-0 | 3-2 | 3-0  | 4-2 | 4-2 | 0-3 | 5-1 | 4-1  | 6-1 | 5-1 | 8-4 |
| R. Beerschot AC                                            | 1-4 | 1-1 |     | 2-2 | 2-0 | 6-1  | 2-1 | 3-1 | 2-1 | 1-0 | 4-2  | 0-0 | 7-4 | 1-3 |
| Berchem Sport                                              | 2-2 | 1-1 | 2-0 |     | 0-2 | 2-1  | 2-0 | 2-1 | 2-1 | 1-0 | 6-1  | 4-0 | 3-0 | 3-0 |
| R. CS Brugeois                                             | 2-1 | 0-1 | 1-1 | 4-0 |     | 2-0  | 2-3 | 4-1 | 0-2 | 2-0 | 7-2  | 0-1 | 1-1 | 3-0 |
| R. FC Brugeois                                             | 2-2 | 3-1 | 0-1 | 0-3 | 2-1 |      | 2-0 | 3-2 | 1-2 | 4-0 | 3-2  | 2-1 | 2-2 | 4-1 |
| Daring CB SR                                               | 2-1 | 1-0 | 2-0 | 3-0 | 3-0 | 3-0  |     | 2-2 | 0-1 | 2-3 | 0-4  | 1-3 | 2-1 | 1-0 |
| Liersche SK                                                | 3-1 | 2-1 | 5-1 | 3-1 | 1-2 | 0-3  | 3-2 |     | 5-1 | 0-7 | 5-0  | 1-2 | 2-0 | 1-4 |
| FC Malinois                                                | 4-1 | 1-1 | 2-5 | 2-0 | 4-2 | 3-1  | 1-2 | 2-3 |     | 3-0 | 8-1  | 2-1 | 3-1 | 4-0 |
| RC de Malines                                              | 3-1 | 2-5 | 3-1 | 3-4 | 2-4 | 2-0  | 4-1 | 4-3 | 0-2 |     | 1-3  | 2-1 | 4-1 | 3-1 |
| Racing FC Montégnée                                        | 3-1 | 2-1 | 2-4 | 2-2 | 2-1 | 0-1  | 2-2 | 4-3 | 0-8 | 1-2 |      | 2-2 | 7-2 | 4-1 |
| R. Standard CL                                             | 3-2 | 1-2 | 2-4 | 1-4 | 2-5 | 3-12 | 2-2 | 2-3 | 3-2 | 2-1 | 4-2  |     | 0-0 | 2-1 |
| Tubantia FAC                                               | 2-1 | 2-4 | 2-0 | 1-0 | 1-0 | 1-3  | 0-5 | 3-1 | 3-3 | 1-1 | 2-0  | 3-5 |     | 3-2 |
| Union St-Gilloise SR                                       | 2-0 | 0-3 | 1-2 | 2-4 | 3-2 | 1-4  | 1-1 | 1-2 | 2-1 | 7-2 | 6-1  | 2-0 | 3-3 |     |
| - Victoire à domicile - Match nul - Victoire à l'extérieur |     |     |     |     |     |      |     |     |     |     |      |     |     |     |

### Classement final
| Rang | Équipe               | Pts | J  | G  | N | P  | Bp | Bc | Diff |
| ---- | -------------------- | --- | -- | -- | - | -- | -- | -- | ---- |
| 1    | R. ANTWERP FC        | 37  | 26 | 17 | 3 | 6  | 77 | 39 | +38  |
| 2    | R. FC Malinois       | 34  | 26 | 16 | 2 | 8  | 71 | 39 | +32  |
| 3    | Berchem Sport        | 33  | 26 | 14 | 5 | 7  | 51 | 37 | +14  |
| 4    | R. Beerschot AC      | 33  | 26 | 14 | 5 | 7  | 56 | 46 | +10  |
| 5    | R. FC Brugeois       | 29  | 26 | 13 | 3 | 10 | 55 | 45 | +10  |
| 6    | Daring CB SR         | 28  | 26 | 12 | 4 | 10 | 45 | 41 | +4   |
| 7    | R. CS Brugeois T     | 26  | 26 | 12 | 2 | 12 | 52 | 38 | +14  |
| 8    | Liersche SK          | 24  | 26 | 11 | 2 | 13 | 57 | 61 | -4   |
| 9    | R. Standard CL       | 23  | 26 | 9  | 5 | 12 | 45 | 66 | -21  |
| 10   | RC de Malines SR     | 23  | 26 | 11 | 1 | 14 | 51 | 59 | -8   |
| 11   | Tubantia FAC         | 21  | 26 | 7  | 7 | 12 | 40 | 64 | -24  |
| 12   | Union St-Gilloise SR | 19  | 26 | 8  | 3 | 15 | 49 | 63 | -14  |
| 13   | Racing FC Montegnée  | 19  | 26 | 8  | 3 | 15 | 51 | 90 | -39  |
| 14   | SC Anderlechtois     | 15  | 26 | 3  | 9 | 14 | 45 | 57 | -12  |

Légende
- Champion de Belgique 1931
- Club relégué pour la saison suivante

Abréviations
T : Tenant du titre 1930

 : nouveau venu depuis la saison précédente

### Meilleurs buteurs
Pour la première fois, deux joueurs terminent co-meilleurs buteurs du championnat. C'est également la première fois, et à ce jour la seule qu'un joueur issu d'une équipe reléguée en fin de saison remporte cette distinction.
- Jacques Secretin (Racing FC Montegnée) est le 16e joueur sacré meilleur buteur de la plus haute division
- Joseph Van Beeck (R. Antwerp FC) est le 17e joueur sacré meilleur buteur de la plus haute division

Ils inscrivent tous deux 21 buts durant la saison.

#### Classement des buteurs
Le tableau ci-dessous reprend les 22 meilleurs buteurs du championnat, soit les joueurs ayant inscrit dix buts ou plus durant la saison.
| #   | Pays | Joueur                   | Club                    | Buts | Matches joués |
| --- | ---- | ------------------------ | ----------------------- | ---- | ------------- |
| 1.  |      | Jacques Secretin         | Racing FC Montegnée     | 21   | 26            |
| =.  |      | Joseph Van Beeck         | R. Antwerp FC           | 21   | 25            |
| 3.  |      | Guillaume Ulens          | R. Antwerp FC           | 20   | 25            |
| 4.  |      | Médard De Preter         | Liersche SK             | 18   | 22            |
| =.  |      | Florent Lambrechts       | R. Antwerp FC           | 18   | 26            |
| 6.  |      | Stanley Van Den Eynde    | R. Beerschot AC         | 17   | 25            |
| 7.  |      | Jean Capelle             | R. Standard CL          | 16   | 22            |
| =.  |      | Bernard Voorhoof         | Liersche SK             | 16   | 24            |
| =.  |      | Gabriël Noëth            | R. FC Malinois          | 16   | 25            |
| 10. |      | François Vande Mert      | R. FC Malinois          | 15   | 15            |
| =.  |      | Roger Proot              | R. CS Brugeois          | 15   | 22            |
| =.  |      | Frans Verhoeven          | F&AC Tubantia           | 15   | 22            |
| 13. |      | Raymond Desmedt          | Daring CB SR            | 14   | 24            |
| =.  |      | Pierre Mens              | Liersche SK             | 14   | 26            |
| 15. |      | Pierre De Vidts          | Daring CB SR            | 13   | 21            |
| =.  |      | Jan Diddens              | RC de Malines SR        | 13   | 26            |
| 17. |      | Jacques Van Caelenberghe | Union Saint-Gilloise SR | 12   | 18            |
| 18. |      | Emiel Van Den Berghe     | R. FC Brugeois          | 11   | 16            |
| =.  |      | Georges Mertens          | Union Saint-Gilloise SR | 11   | 21            |
| 20. |      | Felix Andries            | R. FC Malinois          | 10   | 12            |
| =.  |      | André Saeys              | R. CS Brugeois          | 10   | 24            |
| =.  |      | Lothaire Pierets         | R. FC Brugeois          | 10   | 24            |

## Récapitulatif de la saison
- Champion : R. Antwerp FC (2e titre)
- Septième équipe à remporter deux titres de champion
- Septième titre pour la province d'Anvers.

| Région flamande (9)             | Région flamande (9) | Province de Brabant (3)      | Province de Brabant (3) | Région wallonne (2)    | Région wallonne (2) |
| ------------------------------- | ------------------- | ---------------------------- | ----------------------- | ---------------------- | ------------------- |
| Province d'Anvers               | 7                   | Région de Bruxelles-Capitale | 3                       | Province de Hainaut    | 0                   |
| Province de Flandre-Occidentale | 2                   | Province du Brabant flamand  | 0                       | Province de Liège      | 2                   |
| Province de Flandre-Orientale   | 0                   | Province du Brabant wallon   | 0                       | Province de Luxembourg | 0                   |
| Province de Limbourg            | 0                   |                              |                         | Province de Namur      | 0                   |

1. ↑  Au niveau footballistique, la province de Brabant est toujours unitaire malgré sa partition territoriale en 1995.

### Admission et relégation
Le Racing Football Club Montegnée et le Sporting Club Anderlechtois sont relégués après une et deux saisons en Division d'Honneur. Pour le premier cité, c'est déjà un adieu définitif, le club n'est plus jamais remonté au plus haut niveau depuis lors. Pour le second, c'est la dernière relégation de son Histoire, sa prochaine montée sera définitive.
Ils sont remplacés la saison suivante par le Royal Racing Club de Gand, champion de Division 1 douze mois après sa relégation, et le Football Club Turnhout, un nouveau club anversois.

### Débuts en Division d'Honneur
Deux clubs font leurs débuts dans la plus haute division belge. Ils sont les 33e et 34e clubs différents à y apparaître.
- Le Tubantia FAC est le 7e club de la province d'Anvers à évoluer dans la plus haute division belge.
- Le Racing FC Montegnée est le 5e club de la province de Liège à évoluer dans la plus haute division belge.

### Changements de noms
Deux clubs sont reconnus « Société Royale » durant la saison et adaptent leur nom en vue de la saison prochaine.
- Berchem Sport devient le Royal Berchem Sport
- Le Liersche SK devient le Koninklijke Liersche SK

### Bilan de la saison
| Championnat de Belgique de football 1930-1931 |                          |
| Champion                                      | R. Antwerp FC (2e titre) |
| Dauphin                                       | R. FC Malinois           |
| Promotions et relégations                     |                          |
| Promus en Division d'Honneur                  | R. RC de Gand            |
| Promus en Division d'Honneur                  | FC Turnhout              |
| Relégués en Division 1                        | Racing FC Montegnée      |
| Relégués en Division 1                        | SC Anderlechtois         |